# ジョージ・W・ジョーンズ
ジョージ・ウォレス・ジョーンズ (George Wallace Jones, 1804年4月12日 - 1896年7月22日) は、アメリカ合衆国の政治家。ミズーリ州の政治家、ジョン・スコットの義兄弟であり、ミシガン準州とウィスコンシン準州からの代表者およびアイオワ州選出の上院議員。

## 生い立ちおよび経歴
ジョーンズは1804年4月12日にインディアナ州ヴィンセンスで生まれた。父親のジョン・ライス・ジョーンズはオハイオ川北方に奴隷制度を導入するのに尽力した。ジョージが6歳の時に父親は、ルイジアナ買収でアメリカ合衆国の領土となったミズーリ準州に家族と共に転居した。幼かったジョージは米英戦争時には義勇兵中隊で太鼓手として太鼓をたたいた。その後ケンタッキー州に転居、1825年にレキシントンのトランシルバニア大学に入学、続いてミズーリ州に戻り、兄弟と共に法律を勉強し、法律家となった。法曹界入りした後、シンシナワ・マウンドに移動し、坑夫および店主となった。ミズーリに戻ると、1829年に17歳のジョセフィーヌ・グレゴアと結婚した。1831年、ジョーンズは妻と7人の奴隷、数名のフランス人労働者と共にシンシナワに戻り、採掘業を再開した。
1832年にジョーンズはブラック・ホーク戦争に従軍し、ソーク族やメスクワキ族と戦った。その後郡裁判所の裁判官となり、1835年3月4日からアメリカ合衆国第24議会選挙でミシガン準州の代表（Delegate）となった。ウィスコンシン準州がミシガン準州の一部から分裂する1837年3月3日まで代表となった。

## 参照
1. 1 2 3 4 5  John Carl Parish, "George Wallace Jones," pp. 4-10, 30 (Iowa City: Iowa St. Hist. Soc. 1912).
2. ↑  Benjamin F.  Gue, "History of Iowa From the Earliest Times to the Beginning of the Twentieth Century," Vol. 4 (George W. Jones), pp. 146-47 (1902).